# Раковіца (Олт)
Раковіца (рум. Racovița) — село у повіті Олт в Румунії. Входить до складу комуни Войняса.
Село розташоване на відстані 157 км на захід від Бухареста, 23 км на південний захід від Слатіни, 24 км на схід від Крайови.

## Населення
За даними перепису населення 2002 року у селі проживали 562 особи, з них 559 осіб (99,5%) румунів. Усі жителі села рідною мовою назвали румунську.